# Чурсін Юрій Анатолійович
Ю́рій Анато́лійович Чу́рсін (11 березня 1980, Приозерск, СРСР) — російський актор театру і кіно, лауреат молодіжної премії «Тріумф» (2005).

## Біографія
Народився 11 березня 1980 року в місті Приозерськ Джезказганської області Казахської РСР, в сім'ї військовослужбовця (з 1997 року — Карагандинська область).
У 1997 році закінчив ліцей № 17 міста Хімки Московської області.

## Нагороди та номінації
- 2005 — лауреат молодіжної премії «Тріумф» у категорії «Актор».
- 2005 — лауреат Театральної премії МК у категорії «Найкраща чоловіча роль» (за роль Буланова у п'єсі «Ліс»).
- 2005 — лауреат фестивалю «Віват, кіно Росії!» у категорії «Найкраща чоловіча роль у серіалах» (за телесеріал «Хіромант»).
- 2007 — номінант на премію «Ніка» у категорії «Відкриття року» (за фільм «Зображуючи жертву»).
- 2007 — номінант на інтернет-премію «Жорж» у категорії «Найкращий російський актор».
- 2007 — лауреат театральної премії «Чайка» у категорії «Синхронее плавання» (разом з партнерами за спектаклем «Людина-подушка»).
- 2009 — номінант на премію «Зірка театрала» у категорії «За найкращий ансамбль» (разом з Андрієм Фоміним, Сергієм Сосновським, Євгеном Міллером та Яною Сексте за роботу у спектаклі «Старший син» за п'єсою Олександра Вампілова).
- 2012 — номінант на премію «Золотий орел» у категорії «Найкращий актор на ТБ» (за телесеріал «Втеча»)[3].

## Творчий доробок

### Ролі у театрі

#### Театр імені Вахтангова
- «Ніч ігуани» Теннессі Вільямса — Панчо
- «Казка» — Молодий чоловік Берлін
- «Король-олень» Карло Ґоцці. Режисер: Григорій Дитятковський — Леандро
- «За двома зайцями» Михайла Старицького. Режисер: Олександр Горбань — Будочник
- «Калігула». Режисер: Павло Сафронов — Сциліон
- «Лір» Шекспіра. Режисер: Володимир Мірзоєв — Едгар, син графа Глостера
- «Отелло» Шекспіра. Режисер: Євгеній Марчеллі — Родріго, венеціанський дворянин
- «Принцеса Турандот». Постановка Євгена Вахтангова, відновив Рубен Симонов — слуга просценіума
- «Ревізор» Миколи Гоголя. Режисер: Рімас Тумінас — Амос Федорович Ляпкін-Тяпкін, суддя
- «Фредерік, або Бульвар злочинів» Режисер: Н. Пінігин — Парізо, актор
- «Царське полювання». Режисер: В. Іванов — Боніперті, секретар Єлизавети

#### Московський драматичний театр імені О. С. Пушкіна
- «Відверті полароїдні знімки» Марка Равенгілла — Віктор

#### Московський театр-студія Олега Табакова
- «Ідіот» Федора Достоєвського — Ганя
- «Старший син» Олександра Вампілова. Режисер: Костянтин Богомолов — Бусигін

#### Московський Художній театр імені А. П. Чехова
- «Ліс» Олександра Островського. Режисер: Кирило Серебренніков — Буланов
- «Пани Головльови» Михайла Салтикова-Щедріна. Режисер: Кирило Серебренніков — Петенька
- «Чайка» Антона Чехова. Режисер: Олег Єфремов — Трепльов (введення)
- «Примадонни» Кена Людвіга. Режисер: Євген Писарєв — Лео
- «Людина-подушка» Мартіна Макдонаха. Режисер: Кирило Серебренніков — Аріел
- «Піквікський клуб» Чарлза Діккенса. Режисер: Євген Писарєв — Джингль

### Фільмографія
| Рік  |     | Українська назва               | Оригінальна назва                | Роль                       |
| ---- | --- | ------------------------------ | -------------------------------- | -------------------------- |
| 1999 | с   | Прості істини                  | Простые истины                   | Андрій Полонський          |
| 2000 | с   | Невдача Пуаро                  | Неудача Пуаро                    | Реймонд                    |
| 2002 | с   | Троє проти всіх                | Трое против всех                 | Юра                        |
| 2003 | с   | Троє проти всіх 2              | Трое против всех 2               | Юра                        |
| 2005 | с   | Клоунів не вбивають            | Клоунов не убивают               | Артем                      |
| 2005 | с   | Хіромант                       | Хиромант                         | Сергій Рябінін             |
| 2006 | с   | Білет в гарем                  | Билет в гарем                    | Олексій Вікентьєв          |
| 2006 | ф   | Гра в шиндай                   | Игра в шиндай                    | Нік                        |
| 2006 | ф   | З полум'я і світла             | Из пламя и света                 | Михайло Лермонтов          |
| 2006 | ф   | Зображуючи жертву              | Изображая жертву                 | Валя                       |
| 2007 | ф   | Запах життя                    | Запах жизни                      | Олександр                  |
| 2007 | ф   | Контракт на кохання            | Контракт на любовь               | Молодий режисер            |
| 2007 | с   | Приватне замовлення            | Частный заказ                    | Сергій Залісський          |
| 2007 | ф   | Третій зайвий                  | Третий лишний                    | Сергій                     |
| 2008 | ф   | Контракт на любов              | Контракт на любовь               | молодий режисер            |
| 2008 | с   | Хіромант. Лінія доль           | Хиромант. Линия судеб            | Сергій Рябінін             |
| 2009 | ф   | Коротке замикання              | Короткое замыкание               | Хлопець у костюмі креветки |
| 2010 | ф   | Глухар в кіно                  | Глухарь в кино                   | «Щука»                     |
| 2010 | с   | Хімік                          | Химик                            | «Хімік», Дмитро Горюнов    |
| 2010 | с   | Втеча                          | Побег                            | Олексій Чернов («Мальок»)  |
| 2011 | ф   | Суперменеджер, або Мотика долі | Суперменеджер, или Мотыга судьбы | Єгор Ромашов               |
| 2011 | с   | Втеча. Новий сезон             | Побег. Новый сезон               | Олексій Чернов («Мальок»)  |
| 2011 | с   | Кремінь                        | Кремень                          | Лис                        |
| 2012 | док | Вітчизняна. Велика             | Отечественная. Великая           | Наполеон                   |
| 2012 | ф   | Бригада: Спадкоємець           | Бригада: Наследник               | Бессо                      |
| 2012 | с   | Мосгаз                         | Мосгаз                           | Стас Шелест                |
| 2013 | с   | Сутичка                        | Схватка                          | Євген                      |
| 2013 | с   | Три мушкетери                  | Три мушкетёра                    | Атос                       |
| 2016 | ф   | Мафія: Гра на виживання        | Мафия: Игра на выживание         | Констянтин                 |